# Bartrams ruiter
Bartrams ruiter (Bartramia longicauda) is een steltloper uit de familie strandlopers en snippen (Scolopacidae). Zijn naam is een eerbetoon aan de Amerikaanse natuuronderzoeker William Bartram (1739 – 1823).

## Kenmerken
Bartrams ruiter is 28 tot 32 cm lang en heeft een spanwijdte van 50 tot 55 cm. Deze ruiter is zo groot als een tureluur, maar door het patroon van zijn verenkleed en postuur lijkt hij meer op een klein soort wulp met een rechte snavel. De snavel is kort en licht geelbruin van onder en ook de poten zijn geelbruin.

## Verspreiding en leefgebied
Bartrams ruiter broedt in Noord-Amerika en overwintert in het zuidoosten van Zuid-Amerika op de pampa's. Het is een cultuurvolger die voorkomt in graslandgebieden met kort gras zoals weilanden, vliegvelden en golfbanen. De vogel is niet gebonden aan kusten of gebieden met veel water. Hij broedt en overwintert dan ook voornamelijk in het binnenland.

## Status
Bartrams ruiter heeft een groot verspreidingsgebied en daardoor is de kans op de status kwetsbaar (voor uitsterven) uiterst gering. De grootte van de populatie is in 2020 geschat op 750 duizend volwassen vogels en dit aantal neemt toe. Om deze redenen staat deze steltloper als niet bedreigd op de Rode Lijst van de IUCN.

## Voorkomen in West-Europa en Nederland
Bartrams ruiter is dwaalgast in West-Europa die onder andere bijna jaarlijks op de Britse Eilanden wordt waargenomen. In Nederland is maar één bevestigde waarneming uit 1995.